# Sarawak-Museum

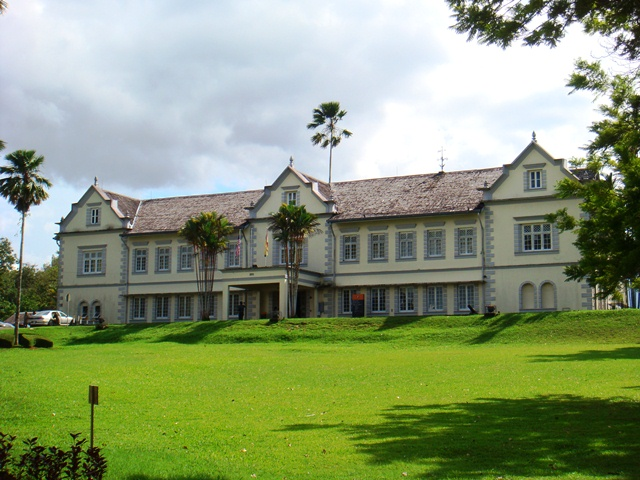
Sarawak-Museum

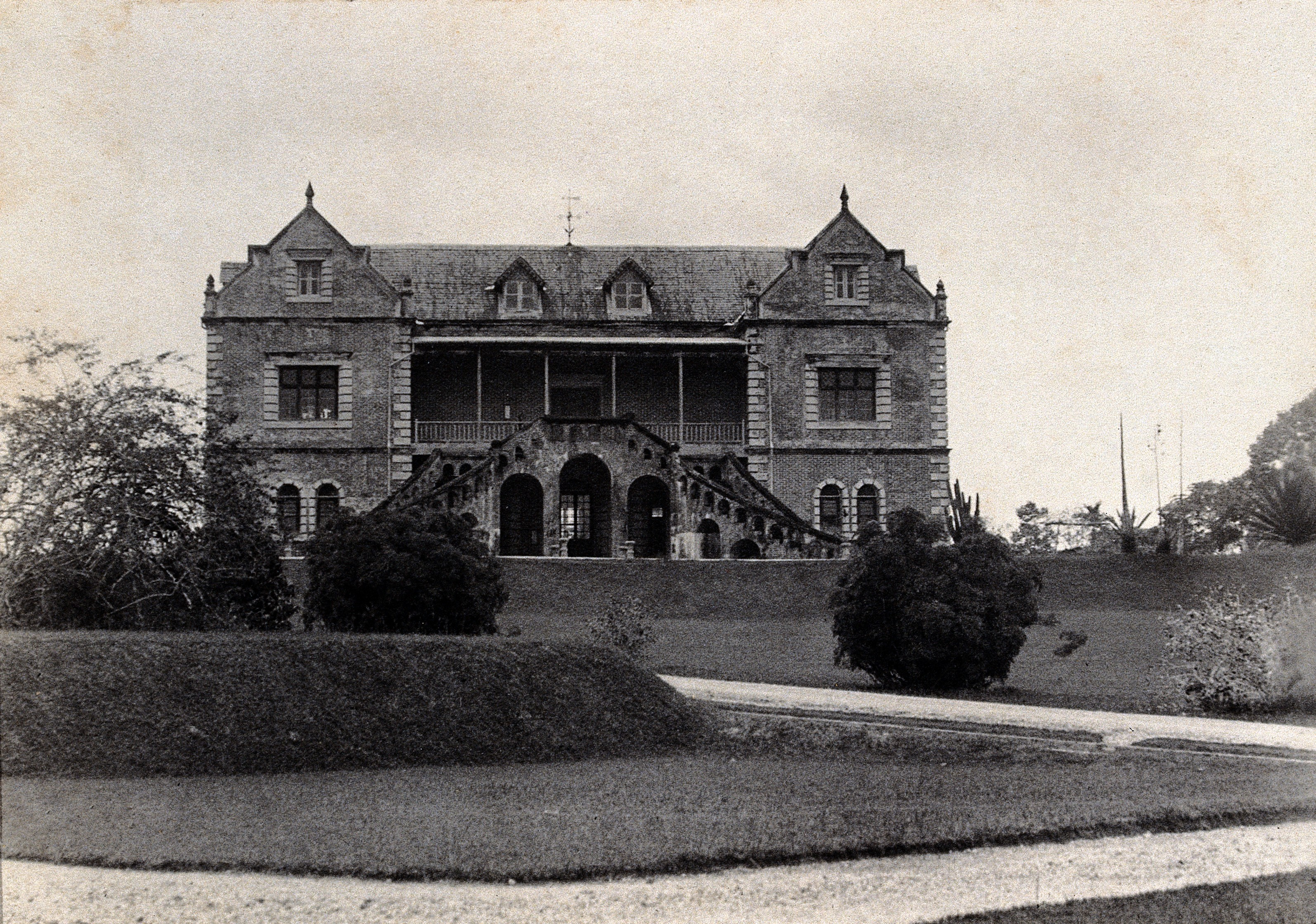
Das Museum im Jahr 1896, vor seiner Erweiterung 1911

Das staatliche Sarawak-Museum (engl. Sarawak State Museum) in Kuching, Malaysia, wurde 1888 erbaut und 1891 der Öffentlichkeit zugänglich gemacht. Das Museum beherbergt eine Sammlung von Artefakten und Gegenständen, die die Kultur Sarawaks zeigen, sowie eine bedeutende Sammlung von archäologischem Material über das Leben der verschiedenen ethnischen Gruppen auf Borneo. Viele der Ausstellungsstücke des Museums wurden von dem britischen Naturforscher Alfred Russel Wallace (1823–1913) gestiftet, der einen Großteil seines Lebens in Borneo verbrachte und ein guter Freund der Familie Brooke war.

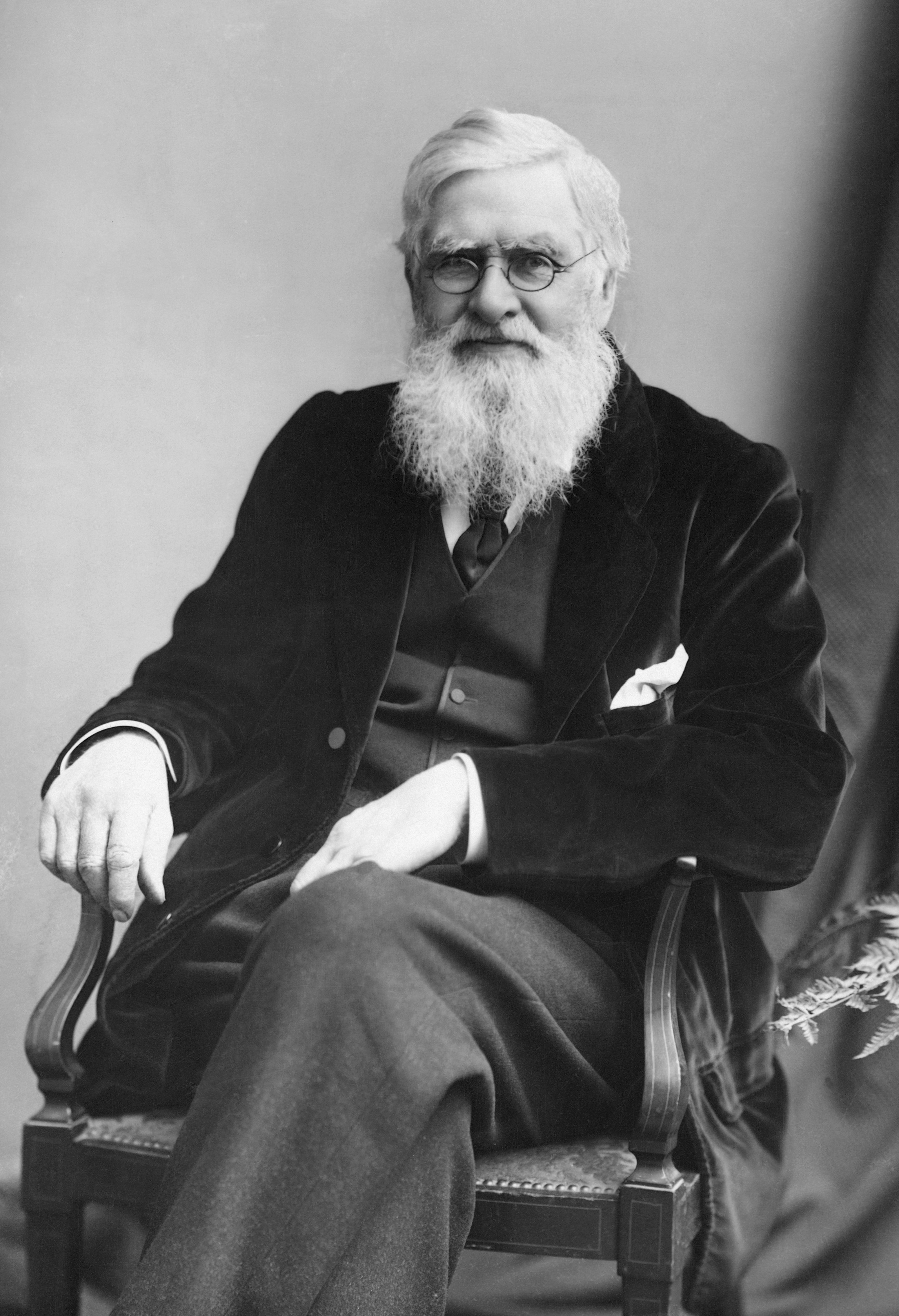
Alfred Russel Wallace (etwa 1895)

Das Sarawak-Museum ist in das Neue und das Alte Museum unterteilt, die sich auf beiden Seiten der Straße Jalan Tun Abang Haji Openg befinden. Das alte Museum ist im Stil eines normannischen Herrenhauses erbaut. Im Erdgeschoss sind Tiere, darunter Säugetiere, Reptilien und Vögel, ausgestellt, im ersten Stock Kunstwerke verschiedener ethnischer Gruppen, darunter Musikinstrumente, Kunsthandwerk und Schiffsmodelle. Darüber hinaus verfügt das alte Museum über einen Anbau mit einer Sammlung von chinesischem Porzellan und eine Galerie, die den verschiedenen Lebensstilen der zahlreichen hier lebenden ethnischen Gruppen gewidmet ist. Das neue Gebäude wird für Veranstaltungen und Ausstellungen genutzt und ist durch eine Fußgängerbrücke mit dem alten Museum verbunden. Im Erdgeschoss befinden sich ein Aquarium, ein botanischer Garten und ein Denkmal für die Helden.
Das Sarawak Museum Journal wird von den Mitarbeitern des Museums herausgegeben. Es wurde erstmals 1911 mit J. C. Moulton als erstem Herausgeber veröffentlicht und ist damit eine der ältesten Wissenschaftszeitschriften im südostasiatischen Raum. Zu den Themen gehören die Geschichte, Naturgeschichte und Ethnologie der Insel Borneo. 